# Notopais zealandica
Notopais zealandica är en kräftdjursart som beskrevs av Kelly L. Merrin 2004. Notopais zealandica ingår i släktet Notopais och familjen Munnopsidae.
Artens utbredningsområde är havet kring Nya Zeeland. Inga underarter finns listade i Catalogue of Life.